# Mariental (Germania)
Mariental è un comune di 1.071 abitanti della Bassa Sassonia, in Germania.
Appartiene al circondario (Landkreis) di Helmstedt (targa HE) ed è parte della comunità amministrativa (Samtgemeinde) di Grasleben.